# Sorring
Sorring ligger i Midtjylland og er en by med 1.174 indbyggere  (2024) i Dallerup Sogn 14 kilometer øst for Silkeborg. Byen ligger i Region Midtjylland og hører til Silkeborg Kommune.
Sorring var en landsby i Skanderborg Rytterdistrikt, udskiftet 1792 eller 1793.
Her var tidligere en stor produktion af blyglaseret lertøj. I 1870 var der 70 værksteder i byen og omegnen, som producerede krukker, kander, fade og barselspotter med forskellig glasur.
Landsbyskolen i Sorring regnes for at være Danmarks højst beliggende skole.
Byen har i dag en Dagli´ Brugs. Idrætsmæssigt har byen fokus på fodbold; især ungdomsholdene er sat i højsædet. Sorring havde tidligere sin egen cykelklub ved navn Sorring-Toustrup Cykelklub.
Landsbyen Sorring ligger ved den gamle gravhøj, Sorring Loddenhøj, som befinder sig 148 meter over havet. Højen har aldrig været udgravet, og ingen ved derfor, hvad den gemmer på. 